# Bang (песня Gorky Park)
«Bang» — песня советской рок-группы «Парк Горького», за рубежом изданная в качестве первого сингла с их дебютного альбома 1989 года «Gorky Park».
Клип к песне получил очень хорошую ротацию на американском музыкальном канале «MTV», где провёл два месяца в Top 15 самых популярных видеоклипов и даже побывал на 3 месте. Песня также отметилась в чартах американского журнала «Билборд», где хоть и не попала в «горячую сотню» («Hot 100»), но была на 41-й позиции хит-парада «Hot Mainstream Rock Tracks». В  Норвегии сингл шесть недель был в Topp 10, причём из них четыре на 5 месте.

## Список композиций
| №  | Название | Длительность |
| -- | -------- | ------------ |
| 1. | «Bang»   | 4:47         |
| 2. | «Action» | 3:55         |

| №  | Название      | Длительность |
| -- | ------------- | ------------ |
| 1. | «Bang»        | 4:47         |
| 2. | «Action»      | 3:55         |
| 3. | «Lonely Girl» | 4:28         |

| №  | Название | Длительность |
| -- | -------- | ------------ |
| 1. | «Bang»   | 4:47         |

| №  | Название      | Длительность |
| -- | ------------- | ------------ |
| 1. | «Bang»        |              |
| 2. | «Action»      |              |
| 3. | «Lonely Girl» |              |

| №  | Название | Длительность |
| -- | -------- | ------------ |
| 1. | «Bang»   | 4:51         |
| 2. | «Action» | 3:55         |

| №  | Название            | Длительность |
| -- | ------------------- | ------------ |
| 1. | «Bang (Edit)»       | 3:26         |
| 2. | «Bang (LP Version)» | 4:47         |

| №  | Название | Длительность |
| -- | -------- | ------------ |
| 1. | «Bang»   |              |
| 2. | «Bang»   |              |

| №  | Название | Длительность |
| -- | -------- | ------------ |
| 1. | «Bang»   | 4:47         |
| 2. | «Action» | 3:55         |

## Чарты
| Чарт (1989)                            | Наивыс. позиция |
| -------------------------------------- | --------------- |
| Норвегия (VG-lista)                    | 5               |
| Hot Mainstream Rock Tracks (Billboard) | 41              |